# 부속물매수청구권
부속물매수청구권(附屬物買受請求權)이란 타인의 부동산의 용익권자가 사용·수익의 편의를 위하여 그 부동산에 부속시킨 물건의 매수를 청구할 수 있는 권리를 뜻한다. 임대인이 건물의 인도와 함께 임차인이 설치한 부속물의 철거를 청구하는 경우에 임차인이 부속물매수청구권을 주장하는 것은 임대인의 부속물철거청구에 대하여는 철거청구권의 소멸사유, 건물인도청구에 대하여는 부속물매수대금의 지급과의 동시이행이라는 인도청구권의 행사저지사유로 기능하는 항변이 된다.

## 조문
민법 제646조(임차인의 부속물매수청구권)
 ①건물 기타 공작물의 임차인이 그 사용의 편익을 위하여 임대인의 동의를 얻어 이에 부속한 물건이 있는 때에는 임대차의 종료시에 임대인에 대하여 그 부속물의 매수를 청구할 수 있다.
②임대인으로부터 매수한 부속물에 대하여도 전항과 같다.

민법 제647조(전차인의 부속물매수청구권)
①건물 기타 공작물의 임차인이 적법하게 전대한 경우에 전차인이 그 사용의 편익을 위하여 임대인의 동의를 얻어 이에 부속한 물건이 있는 때에는 전대차의 종료시에 임대인에 대하여 그 부속물의 매수를 청구할 수 있다.
②임대인으로부터 매수하였거나 그 동의를 얻어 임차인으로부터 매수한 부속물에 대하여도 전항과 같다.

## 성립요건
1. 건물 기타 공작물의 임대차일 것
2. 임차인이 건물 기타 공작물의 사용의 편익을 위하여 부속시킨 부속물일 것
3. 임대인의 동의를 얻어 부속시킨 것이거나 임대인으로부터 매수한 부속물일 것
4. 임대차가 종료될 것

## 사례
- 임차인이 임대인의 동의를 얻어 주방시설과 환풍기를 설치하였고 임대차기간이 종료한 후 임차인이 임대인에게 주방시설과 환풍기 설치비용을 요구할 수 있다.
- 용도가 음식점으로 된 건물에 임차인이 식당 영업을 위해 설치한 주방시설은 부속물에 포함되나 사무실에 주방시설을 했다면 부속물매수청구권을 행사할 수 없다.[1]

## 판례

### "부속물"의 정의
- 부속물이란 건물에 부속된 물건으로 임차인의 소유이고 건물의 사용에 객관적인 편익을 가져오는 물건이다[2]
- 임차인이 임차한 건물에 그 권원에 의하여 증축을 한 경우에 증축된 부분이 부합으로 인하여 기존 건물의 구성부분이 된 때에는 증축된 부분에 별개의 소유권이 성립할 수 없다[3]

- 당해 건물의 객관적인 사용목적은 그 건물 자체의 구조와 임대차계약 당시 당사자 사이에 합의된 사용목적, 기타 건물의 위치, 주위환경 등 제반 사정을 참작하여 정해지는 것이다(대법원 1993.10.8. 선고 93다25738 판결 참조). 이 같은 임차인의 부속물매수청구권은 임차인이 임차물에 투하한 자본의 회수를 쉽게 하고 또한 임차물과 부속물의 경제적 가치를 유지하기 위한 것인데 만약 임대차계약이 임차인의 채무불이행으로 인하여 해지된 경우에는 부속물매수청구권을 행사할 수 없다(대법원 1990.1.23. 선고 88다카7245,88다카7252 판결 참조).

### 임차관리인의 동의를 얻어 설치한 독립된 시설물
임차인이 독서실 경영을 위해 실질적인 임대관리인의 동의를 얻어 난방용 기름보일러, 옥상 온수 보일러, 모터펌프를 설치한 후 임대차 기간 만료일 현재 남아있다면 이들 시설은 건물의 객관적 편익이나 가치를 증대시킨 건물과는 독립된 물건이므로 부속물 매수청구의 대상이 된다(서울고등법원 1995.8.31. 선고 95나2366 판결 참조).

### 임차인의 특수목적 용도에 사용되는 시설물
상가임차인이 삼계탕집 경영을 위해 보일러, 온돌방, 방문틀, 주방내부, 합판을 이용한 점포장식, 가스, 실내전등, 계단전기 등을 설치한 경우 이들은 건물의 구성부분으로 되었거나 임차인의 삼계탕집 경영이라는 특수한 목적에 사용하기 위한 것이므로 매수대상이 되는 부속물에 해당되지 않는다(부산고등법원 1993.4.30. 선고 92나17129 판결 참조).

### 원상복구 약정과 부속물매수청구권의 효력
임차인이 부속시킨 물건 중 이 사건 건물부분의 일반적 용도에 의한 사용의 편익에 제공된 물건뿐만 아니라 식당경영에 편익을 부여하는 물건도 위 건물부분의 객관적인 편익을 부여하는 물건으로 보는 것이 상당하다고 할 것이므로 이러한 기준에 따르면 위 시설들 중 위 제①, ②, ③의 설비만이 위 건물의 객관적 가치를 증가시키는 독립성 있는 물건으로서 부속물매수청구권의 대상에 해당된다고 할 것이고, 위 제④의 각 설비는 모두 이 사건 임차목적물에 부속된 물건이라고 볼 수 없으므로 부속물매수청구의 대상이 될 수 없다. 한편 채권적 전세에 관하여는 민법의 임대차에 관한 규정이 유추 적용되고, 임차인의 부속물매수청구권을 규정한 민법 제646조는 임차인의 보호를 위한 편면적 강행규정이므로 임대인과 임차인간에 채권적 전세계약 및 전세권설정계약에서 계약종료시에 임차인은 목적물을 현상대로 임대인에게 인도하되 임차인의 비용으로 원상복구하기로 약정하여 부속물매수청구권 행사를 못하게 하는 것은 임차인에게 불리한 약정으로 무효라고 할 것이다(부산고등법원 1989.5.19. 선고 88나4751 판결 참조).

### 임대료를 파격적으로 저렴하게 한 경우의 부속물매수청구권
임대차계약시에 건물임차인들이 증개축한 시설물과 부대시설을 포기하고 임대차 종료시의 현상대로 임대인의 소유에 귀속하기로 하는 대가로 임대차 계약의 보증금 및 월차임을 파격적으로 저렴하게 하고, 그 임대기간도 장기간으로 약정하는 한편 임대인은 임대차 계약의 종료 즉시 임대건물을 철거하고 그 부지에 건물을 신축할 계획을 갖고 있으며 임차인도 임대차계약 당시부터 그와 같은 사정을 알고 있었다면 임대차계약시 임차인이 부속할 시설의 소유권을 임대인에게 귀속하기로 한 특약은 단지 부속물 매수청구권을 배제하기로 하거나 또는 부속물을 대가없이 임대인의 소유에 속하게 하는 약정들과는 달라서 임차인에게 불리한 약정이라고 할 수 없다(대법원 1982.1.19. 선고 81다1001 판결 참조).

### 임차인에 대한 시설 변경 허용조건과 부속물매수청구권
임차인들이 임대차계약을 체결할 당시 임차보증금 등 다른 사항들을 함께 정하면서, 임차인에게 칸막이, 조명, 전화 등의 시설추가 및 변경권을 제한적으로나마 인정하는 조건하에 기간만료시의 원상회복을 전제로 부속물매수청구권을 포기하기로 약정한 것이 반드시 임차인에게 일방적으로 불리한 것이라고 단정할 수 없다

### 임차인의 채무불이행으로 해지된 경우
- 제643조의 매수청구권과 마찬가지로 임차인의 채무불이행으로 인하여 해지된 경우에는 임차인의 부속물매수청구권을 인정하지 않는다[5]

## 같이 보기
- 유익비
- 필요비
- 지상물매수청구권
- 임대차
- 민법총칙